# Zofiówka (rejon łucki)
Zofiówka (ukr. Софіївка) – wieś na Ukrainie w rejonie łuckim obwodu wołyńskiego.

## Historia
Pod koniec XIX w. wieś w powiecie łuckim.
Do 2020 w rejonie horochowskim. 